# Brioche

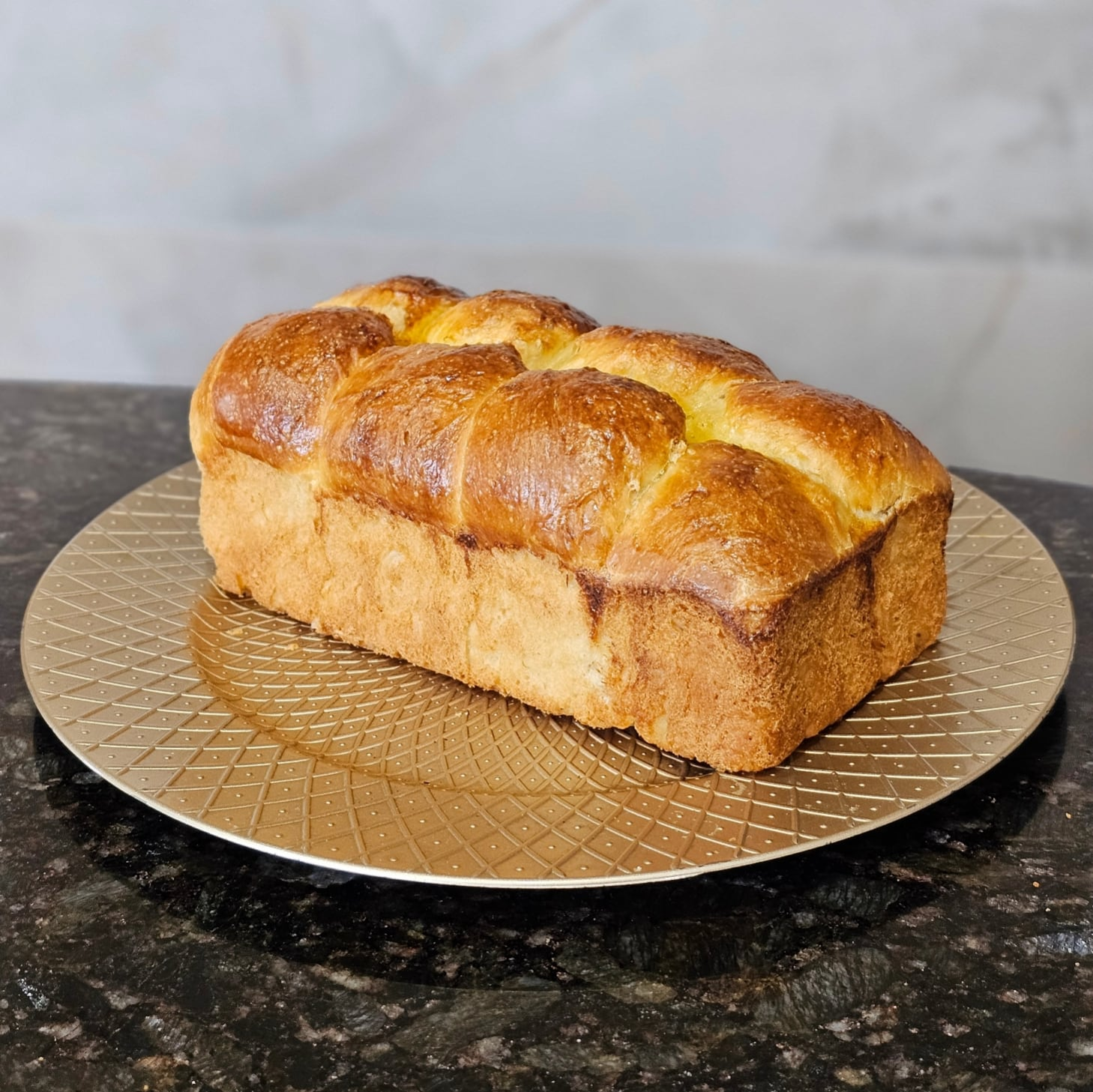
Um brioche nanterre produzido artesanalmente.

Brioche é um pão de origem francesa, feito com alto teor de manteiga e ovo. É "leve e ligeiramente inchado, mais ou menos bem, de acordo com a proporção de manteiga e de ovos". Ele tem uma crosta dourada escura, e escamosa, muitas vezes, acentuada por uma lavagem do ovo aplicado após a correção.

## Formas
O brioche é considerado uma Viennoiserie. Ele é feito da mesma maneira que o pão, mas tem o aspecto mais rico de uma massa devido à adição extra de ovos, manteiga, líquido (leite, água, creme e, às vezes, conhaque) e ocasionalmente um pouco de açúcar. O brioche, junto com o pain au lait e o pain aux raisins - que são comumente consumidos no café da manhã ou como lanche - forma um subgrupo fermentado de Viennoiserie. O brioche é frequentemente preparado com fruta ou gotas de chocolate e servido como uma massa ou como base de uma sobremesa com muitas variações locais de ingredientes, recheios e coberturas adicionados.
"O brioche é comido com sobremesa ou chá, mas também tem numerosos usos na culinária. A massa do brioche comum é adequado para coulibiac e filé de carne en croute. O brioche mousseline rodeia foie gras, salsicha, cervelat lionês;... brioches individuais servem como recipientes para diversos recheios picados e temperados, salgados ou doces, como aperitivos quentes ou sequências intermédias".
A Brioche Nanterre é um pão rico em ingredientes, originário da França no século XVII, mais especificamente da região da Normandia. Seu formato mais tradicional é composto por pequenas bolinhas que se assemelham a uma trança.

## Etimologia
A etimologia do termo "brioche" há muito tempo tem sido controverso.
Entre as premissas fantásticas que foram feitas:
- Brioche deriva das palavras "bris" (quebrado) e "hocher" (mover)
- Brioche vem de "Briochins" (habitantes de Saint-Brieuc)
- A conjectura mais pitoresca é aquela feita por Alexandre Dumas para quem a palavra brioche veio de brie porque, segundo ele, a massa foi inicialmente baseada no queijo brie.

Embora tenha havido muito debate sobre a etimologia da palavra e, assim, as origens da receita, é hoje amplamente aceito que é derivado do verbo do francês antigo "brier", "uma forma dialética do normando "broyer", trabalhar a massa com um "broye" ou "brie" (uma espécie de rolo de madeira para amassar), o sufixo "-oche" é um sufixo genérico deverbal "Pain brié" é um pão normando cuja densa massa foi trabalhada anteriormente com este instrumento". The root—bhreg—is of Germanic origin.

## História
O Brioche nasceu na Normandia no século XVI. A massa de brioche remonta à Idade Média, em que se faziam bolos semelhantes aos brioches atuais. É feita de farinha, fermento, manteiga, leite e ovos.
Entre as cidades, uma vez muito famosas pela qualidade de seus brioches, Gisors e Gournay, provavelmente por causa da excelência da manteiga na região.
"Que eles comam brioche" é uma citação apócrifa da rainha Maria Antonieta. É originalmente mencionada nas Confissões de Jean-Jacques Rousseau, publicadas em 1782: Finalmente, me lembrei do paliativo de uma grande princesa que disse que os camponeses não tinham pão, e que respondeu: Que comam brioches. Eu comprei os brioches. (Livro Seis: 1765).